# پیکربندی هم‌مدار
پیکربندی‌مدار در نجوم، شامل دو یا چند اشیاء نجومی (مانند سیارک ها ، قمرها و یا سیارات ) که در مدار یکسان یا بسیار مشابه  قرار دارند؛ به عبارت دیگر آن‌ها در رزونانس مداری ۱: ۱ هستند  (و یا ۱:-۱ اگر در جهت مخالف چرخش می کنند).